# Военный бюджет Исландии
Военный бюджет Исландии — это совокупность расходов государственного бюджета Исландии, предназначенных для содержания и обеспечения государственных вооружённых формирований Исландии (так как регулярных вооружённых сил страна не имеет).

## История
Первая мировая война ослабила зависимость Исландии от Дании. 30 ноября 1918 года между Исландией и Данией был заключён договор о личной унии (общий король, осуществление Данией обороны и ведение иностранных дел Исландии; в остальных вопросах признавался суверенитет Исландии). 
В 1918 году правительство Исландии объявило о нейтралитете страны.
1 июля 1926 года была создана береговая охрана, но организовать постоянную армию и флот не позволили финансовые сложности (в 1929 году начался всемирный экономический кризис, ставший причиной сокращения государственных расходов).
После строительства в 1935 году на острове китобойной станции здесь активизировался китобойный промысел. Для противодействия браконьерству и контрабанде в 1938 году в состав береговой охраны было передано ещё одно патрульное судно.
После начала Второй мировой войны правительство Исландии приняло решение об увеличении военных расходов и военной подготовке сотрудников полиции. 
После того, как 9 апреля 1940 года Дания была оккупирована немецкими войсками, 10 апреля 1940 года, исландский парламент выступил с заявлением, что датский король Кристиан X больше не в состоянии исполнять свои конституционные обязанности на территории Исландии, и передал их правительству Исландии. В дальнейшем, 10 мая 1940 года Великобритания высадила войска и оккупировала Исландию. В июне 1941 года, после подписания англо-американского соглашения об обороне Великобритания уступила Исландию США. 7 июля 1941 года первые подразделения армии США начали прибывать в Исландию на замену британским войскам. После окончания войны войска и военные базы США остались в Исландии.
Несмотря на то, что во время войны Исландия не понесла материального ущерба, боевые действия привели к разрыву внешнеэкономических связей, инфляции и ухудшению условий жизни (в частности, в стране была введена карточная система на все импортные, промышленные и продовольственные товары). В сложившейся ситуации в октябре 1946 года правительство Исландии приняло предложения правительства США о сохранении в стране военных баз и войск США.
В 1947 году был принят "план Маршалла" (в соответствии с которым Исландия стала одной из стран-получателей экономической помощи из США). В составе помощи по "плану Маршалла" в конце 1940-х гг. Исландия получила из США партию револьверов "Smith & Wesson" под патрон .38 Special, которые передали на вооружение береговой охраны.
20 ноября 1948 года в Дании был заказан патрульный корабль "Тор" (который прибыл в Исландию 20 октября 1951 года и был зачислен в состав береговой охраны).
4 апреля 1949 года Исландия вступила в военно-политический блок НАТО, с этого времени военные расходы страны координируются с другими странами НАТО. Кроме того, Исландия обязана осуществлять тыловое обеспечение войск НАТО на территории страны "в мирное и военное время, кризисный период, а также в условиях чрезвычайных ситуаций".
5 мая 1951 года США и Исландия подписали соглашение об обороне (Bilateral Defense Agreeement), в соответствии с которым США приняли на себя обязательства по защите Исландии в случае войны.
В 1951-1952 гг. Исландия расширила границы своих территориальных вод с 3 до 4 морских миль.
В 1958—1975 годы правительство Исландии последовательно расширило границы исключительной экономической зоны с 4 до 200 морских миль, что привело к ухудшению отношений Исландии с ФРГ и Великобританией и трём военным конфликтам с Великобританией (получившим название «тресковые войны»). В результате, военные расходы были увеличены: в 1958 году в Дании был заказан 910-тонный патрульный корабль "Odinn" (который был получен и зачислен в состав береговой охраны в 1960 году), в 1966 году - первый 1200-тонный патрульный корабль типа "Ægir" (который был получен и зачислен в состав береговой охраны в 1968 году), а позднее - второй корабль этого типа (который был получен и зачислен в состав береговой охраны в 1975 году). Кроме того, в 1975 году в состав береговой охраны были зачислены два вооружённых рыболовных траулера ("Baldur" и "Ver").
После урегулирования отношений с Великобританией расходы были сокращены (в 1977 году траулер "Baldur" был выведен из состава береговой охраны и передан в состав торгового флота).
В 1997 году по программе "Партнёрство во имя мира" в Исландии проходили международные военные учения "Cooperative Safeguard" (в которых приняли участие государственные структуры Исландии).
Участие Исландии в войне в Афганистане было ограниченным, но продолжительным и привело к дополнительным расходам.
В 2005 году правительство Исландии приняло решение о заказе нового патрульного корабля береговой охраны с целью замены патрульного корабля "Odinn" (выведенного из эксплуатации в 2006 году по техническому состоянию). В том же 2006 году было подписано соглашение с Чили о строительстве на судоверфи в городе Талькауано патрульного корабля типа UT-512L. После перечисления денежных средств, 16 октября 2007 года началось строительство корабля, в 2011 году оно было завершено. 23 сентября 2011 года корабль был передан Исландии и зачислен в состав береговой охраны.
В 2006 году Исландия закупила 10 гранатомётов в ФРГ. Кроме того, в 2006 году были куплены 4 пистолета Glock-17 и 4 ружья "Remington" 12-го калибра.
В 2007 и в 2008 году в Исландии были проведены военные учения НАТО "Northern Viking" с участием государственных структур Исландии (изначально планировавшиеся как ежегодные), но начавшийся в 2008 году мировой экономический кризис осложнил положение в экономике страны и стал причиной сокращения государственных расходов. В третий раз учения были проведены в 2011 году.
С 1 ноября 2014 года Исландия (вместе с другими странами Евросоюза) через агентство Евросоюза по безопасности внешних границ оплачивает и предоставляет технические средства для военно-морской операции "Тритон" в Средиземном море по борьбе с нелегальной миграцией в Европу из стран Африки и Ближнего Востока.
В 2015 году Исландия закупила две снайперские винтовки в Финляндии, в 2016 году - ещё одну снайперскую винтовку в Финляндии.
В 2017 году Исландия закупила ещё пять снайперских винтовок в Финляндии и пять пистолетов-пулемётов в ФРГ.
В 2018 году Исландия закупила 10 единиц стрелкового оружия в Словакии, 57 пистолетов-пулемётов в ФРГ и 16 гранатомётов в Швейцарии.
В 2019 году Исландия закупила 38 пистолетов, один пистолет-пулемёт, 40 автоматов и один ручной пулемёт в Великобритании, ещё шесть пистолетов-пулемётов были закуплены в ФРГ.
В 2020 году Исландия закупила 130 пистолетов-пулемётов и 34 ручных пулемёта в Чехии.
В мае 2023 года Исландия закупила в странах Европы и передала вооружённым силам Украины десять автозаправщиков (общая сумма расходов на покупку и поставку этих автомашин составила 400 тыс. евро). В дальнейшем, оказание военной помощи было продолжено - Исландия выделила финансирование на обучение военных медиков, сапёров и моряков военно-морского флота Украины. 31 мая 2024 года Исландия подписала двустороннее соглашение о сотрудничестве в области безопасности с Украиной (в соответствии с которым приняла на себя обязательства предоставить дополнительную военную помощь Украине). 7 января 2025 года представитель министерства иностранных дел Украины А. Сибига на пресс-конференции сообщил, что общий объём военной помощи, полученной от Исландии, составил 30 млн. долларов США.
22 июня 2025 года перед началом саммита НАТО в Гааге (22-25 июня 2025) было объявлено о предварительной договорённости повысить минимальный уровень военных расходов для всех стран НАТО до 5% ВВП к 2035 году.

## Динамика военных расходов
- 1997 год — 46 млн долларов[22]
- 2000 год — 19 млн долларов[23]
- 2002 год — 25,6 млн долларов[24]
- 2004 год — 41,5 млн долларов[2]
- 2005 год — 42,9 млн долларов[25]
- 2007 год — 59,5 млн долларов[26]

## Иностранная военная помощь
Средства государственного бюджета Исландии не являются единственным источником финансирования государственных вооружённых формирований Исландии.
По официальным данным правительства Исландии, примерно 90% оружия, имевшегося на вооружении и хранившегося на складах на рубеже 2014-2015 гг. было получено в виде военной помощи. Так, в виде военной помощи в 2006 году от правительства Дании было бесплатно получено 20 шт. автоматических винтовок HK G3; вооружённые силы Норвегии в 2011 году бесплатно передали 50 шт. 9-мм пистолетов-пулемётов MP.5A2N, а в 2013 году - десять пулемётов MG3. 